# Gạt đi nước mắt
Gạt đi nước mắt là đĩa đơn của ca sĩ Noo Phước Thịnh phát hành năm 2014 và từng chiến thắng hạng mục đĩa đơn của năm tại Giải Làn Sóng Xanh lần thứ 17; đồng thời giúp Phước Thịnh giành được 4 giải cá nhân của các cuộc bình chọn trong nước.

## Sản xuất
Single Gạt đi nước mắt có MV do công ty 6 Sense của Ông Cao Thắng thực hiện với 2 MV hai phiên bản của ca khúc chủ đề Gạt đi nước mắt, toàn bộ ca khúc trong đĩa đơn do nhạc sĩ Đỗ Hiếu đảm nhận. Diễn xuất phụ họa trong MV do Na Whan, một nữ sinh gốc Đài Loan của trường Khoa học xã hội và nhân vân thực hiện. Kinh phí cho hai MV của single khoảng 500 triệu VNĐ.

### Nhân sự
Hát chính và phối khí: Noo Phước Thịnh
Hòa âm và Sáng tác: Đỗ Hiếu
Viết rap: Tonny Việt
Diễn xuất: Na Whan
Vũ đạo: Vũ đoàn Bước Nhảy

## Phát hành
Gạt đi nước mắt được phát hành ngày 6 tháng 9 năm 2014 với hai phiên bản: phiên bản chính Phước Thịnh kết hợp với rapper Tonny Việt; phiên bản còn lại với phong cách acoustic. Đĩa đơn phát hành dưới dạng DVD kèm booklets, toàn bộ số tiền thu được trong buổi ra mắt đĩa đơn được quyên góp cho trẻ em tại Bệnh viện Ung Bướu vào cuối tháng 9.

### Đón nhận
Chưa đầy một tuần phát hành ca khúc Gạt đi nước mắt đã có hơn 3 triệu lượt nghe tính riêng trên trang Zing MP3. Sau 3 tháng , ca khúc có tổng cộng hơn 40 triệu lượt nghe từ các dịch vụ âm nhạc trực tuyến.

## Tranh cãi
Từ khi phát hành, khán giả đã phát hiện sự tương đồng trong phần nhạc nền cũng như giai điệu của "Gạt đi nước mắt" với "Every night", một ca khúc đến từ nhóm nhạc Hàn Quốc EXID. Nhiều người đã cho rằng bài hát đã đạo nhạc của một nhóm nhạc nổi tiếng xứ kimchi và còn chỉ ra rằng giai điệu của "Gạt đi nước mắt" có phần tương đồng như "Every night" cũng như "Em của ngày hôm qua do Sơn Tùng M-TP thể hiện.

## Giải thưởng
| Năm  | Giải thưởng              | Hạng mục                                  | Đề cử               | Kết quả   | Chú thích |
| ---- | ------------------------ | ----------------------------------------- | ------------------- | --------- | --------- |
| 2014 | Làn Sóng Xanh lần thứ 17 | Đĩa đơn của năm                           | Đĩa đơn             | Đoạt giải | [ 2 ]     |
| 2014 | Làn Sóng Xanh lần thứ 17 | Top 5 ca sĩ được yêu thích nhất - Top Hit | Noo Phước Thịnh     | Đoạt giải | [ 2 ]     |
| 2015 | YAN V-Pop 20 Award       | MV xuất sắc                               | MV: Gạt đi nước mắt | Đoạt giải | [ 10 ]    |
| 2015 | YAN V-Pop 20 Award       | Nghệ sĩ xuất sắc                          | Noo Phước Thịnh     | Đoạt giải | [ 10 ]    |

## Đánh giá
Báo Người Lao Động: (So với sản phẩm trước) Không quá cách biệt bởi sự trưởng thành, chín chắn nhưng cũng đủ gần gũi bởi vẻ trẻ trung, hiện đại, Noo Phước Thịnh khéo léo lựa chọn sản phẩm âm nhạc của mình đủ sức thuyết phục nhiều đối tượng công chúng. Ca khúc Gạt đi nước mắt lần này cũng không ngoại lệ. Noo Phước Thịnh đã chứng minh sự tiến bộ vượt trội chỉ sau một thời gian ngắn từ kỹ thuật thanh nhạc, chất giọng, kỹ năng trình diễn lẫn khả năng vũ đạo.